# Córdoba (moneda)
El córdoba (codi ISO 4217: NIO) és la moneda nacional de Nicaragua. Es divideix en 100 centaus (en espanyol centavos).
Es va adoptar el 1912 i originalment equivalia al dòlar dels Estats Units, paritat que es va mantenir fins al 1931. Porta aquest nom en honor del fundador de Nicaragua, Francisco Hernández de Córdoba. L'emet el Banc Central de Nicaragua.
El 1987 es va posar en circulació el "nou córdoba" (nuevo córdoba), que equivalia a 1.000 dels antics. El 1991 es va reintroduir el córdoba (també anomenat córdoba oro), que equivalia a cinc milions dels "nous córdobas" de la dècada precedent.
Actualment hi ha en circulació monedes de 5, 10, 25 i 50 centavos i 1, 5 i 10 córdobas, i bitllets de 10, 20, 50, 100, 200 i 500 córdobas.

## Taxes de canvi
- 1 EUR = 32,31 NIO (24 d'abril del 2011)
- 1 USD = 22,21 NIO (24 d'abril del 2011)